# Antoine-César de Choiseul-Praslin
Pour les autres membres de la famille, voir Famille de Choiseul.
Antoine-César de Choiseul-Praslin, duc de Praslin, né le 6 avril 1756 à Paris et mort dans cette même ville le 28 janvier 1808, est un général et homme politique français de la Révolution et de l’Empire.

## Biographie

### Origines et famille
Il naît à Paris le 6 avril 1756, fils de Renaud César de Choiseul-Praslin (° 18 janvier 1735 - † 5 décembre 1791) et de Suzanne- ou Guyonne-Marguerite-Philippine de Durfort de Lorges (° 1737 - † 1806).
Sa mère est la fille de Guy Louis de Durfort, duc de Lorges (° 1714 - † 1775) et de Randan, et de Marie Marguerite Butault de Marsan. Son père est lui-même député et ambassadeur à Naples, et son grand-père, César Gabriel de Choiseul-Praslin, ministre de Louis XV.
Ses parents se marient le 30 janvier 1754; de cette union naissent :
- Antoine César ;
- César-Hippolyte de Choiseul-Praslin (° 1757 - † 1793), comte de Sainte-Suzanne (x Joséphine de Choiseul d’Esquilly), qui verra son château de La Flèche dévasté pendant la Révolution et mourra à 36 ans ;
- Guyonne (29-30 octobre 1758) ;
- Bonne Désirée (13 juillet 1775 - Saint-Epain, 25 novembre 1865), Charles-Eugène-Antoine, comte de Grollier, dont postérité ;
- Julie-Alix de Choiseul-Praslin (° 1777 - † 1799), épouse du comte Armand-Louis-Amédée de Hautefort
- César René (29 mai 1779 - Paris, 22 février 1846), comte de Choiseul-Praslin, marié : ∞ (1°) (15 juillet 1806) Amélie Cécile Charlotte Courtin de Maucouvenant  ∞ (2°) (novembre 1815) Catherine Innocente de Rougé (1780-1847), fille d'Olivier, comte de Rougé (1756-1816), comte du Plessis-Bellière, marquis de Faÿ-lès-Nemours, lieutenant général des armées du roi, chevalier de Saint-Louis, maire de Bouray.

### Carrière militaire et politique
Il entre en service le 6 avril 1772, comme sous-lieutenant à la suite du régiment d’artillerie de Besançon. Il est nommé capitaine de cavalerie le 18 avril 1774, et replacé au régiment Royal-Cravates le 10 décembre 1776. Il devient mestre de camp en second du régiment de La Reine le 3 juin 1779.
Colonel du régiment de Lorraine le 10 mars 1788, il est élu député suppléant de la noblesse aux États généraux pour la sénéchaussée du Maine, et le 20 août 1789, à la suite de la démission de M. de Montesson, il fait son entrée à l'Assemblée comme membre titulaire. Il prend part très peu aux délibérations, il approuve cependant la conduite du général Bouillé à Nancy en août-septembre 1790 et, après le départ du roi Louis XVI, il prête serment à l'Assemblée nationale. Dans les procès-verbaux, il est désigné sous le nom de « M. Praslin le jeune ».
Promu maréchal de camp le 28 novembre 1791, il n'émigre pas mais devient suspect en 1793. Il est arrêté et emprisonné jusqu'à la chute de Robespierre le 9 thermidor an II (27 juillet 1794). Il reste alors en dehors de la politique jusqu'au coup d'État du 18 brumaire, puis il se rallie au gouvernement du Consulat. Napoléon Ier l'appelle à faire partie du Sénat conservateur et il le nomme le 2 octobre 1803, membre de la Légion d'honneur, puis Commandeur du même ordre le 14 juin 1804.

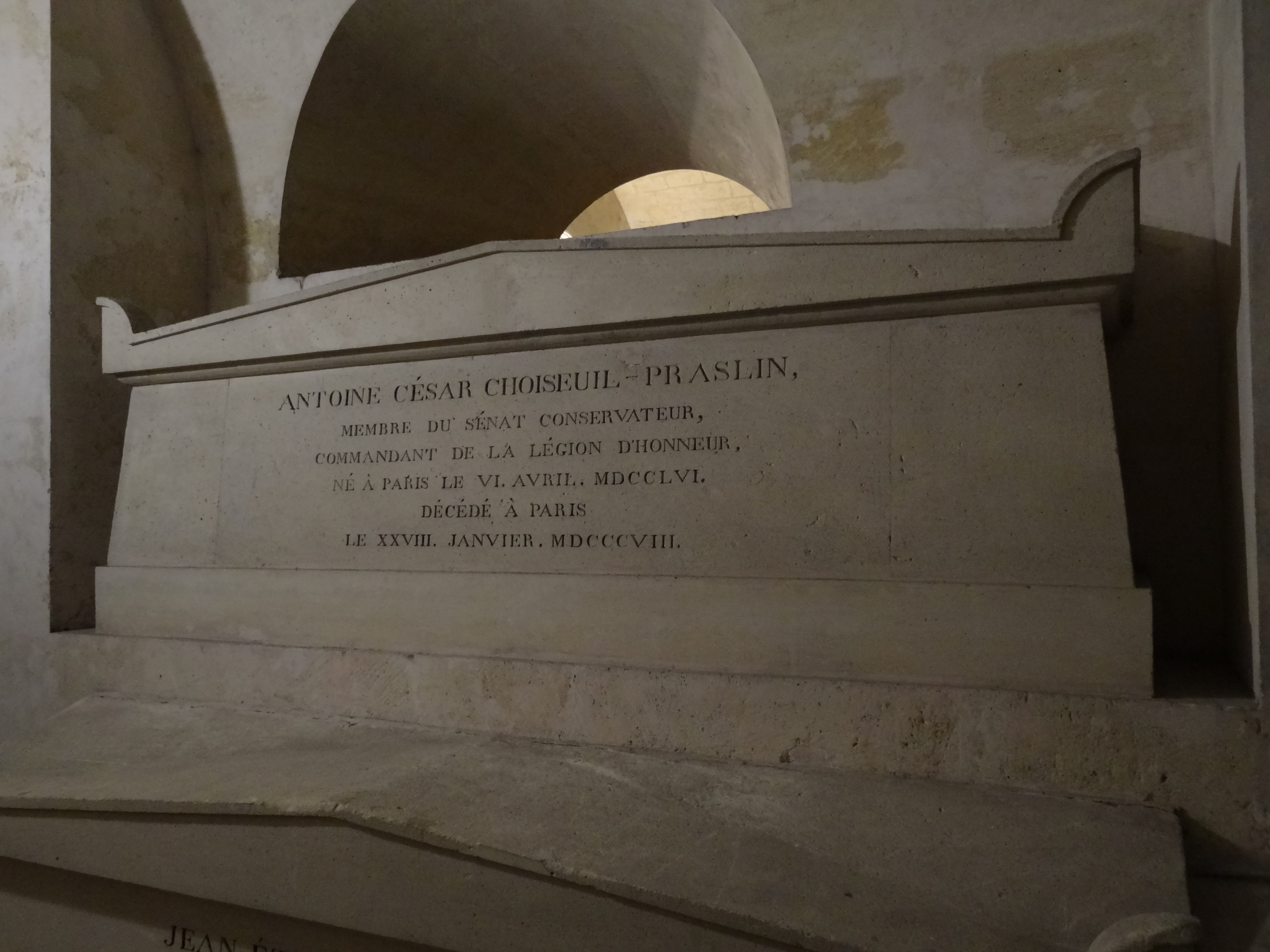
Le tombeau d'Antoine-César de Choiseul-Praslin au Panthéon.

Antoine-César de Choiseul-Praslin, ci-devant "duc de Praslin, comte de Chevigny, vicomte de Melun, baron de La Flèche et Sainte-Suzanne, pair de France" et sénateur de l'Empire s'est éteint à Paris le 28 janvier 1808. Son corps repose au Panthéon comme celui de tous les sénateurs du Consulat et de l'Empire

## Mariage et descendance

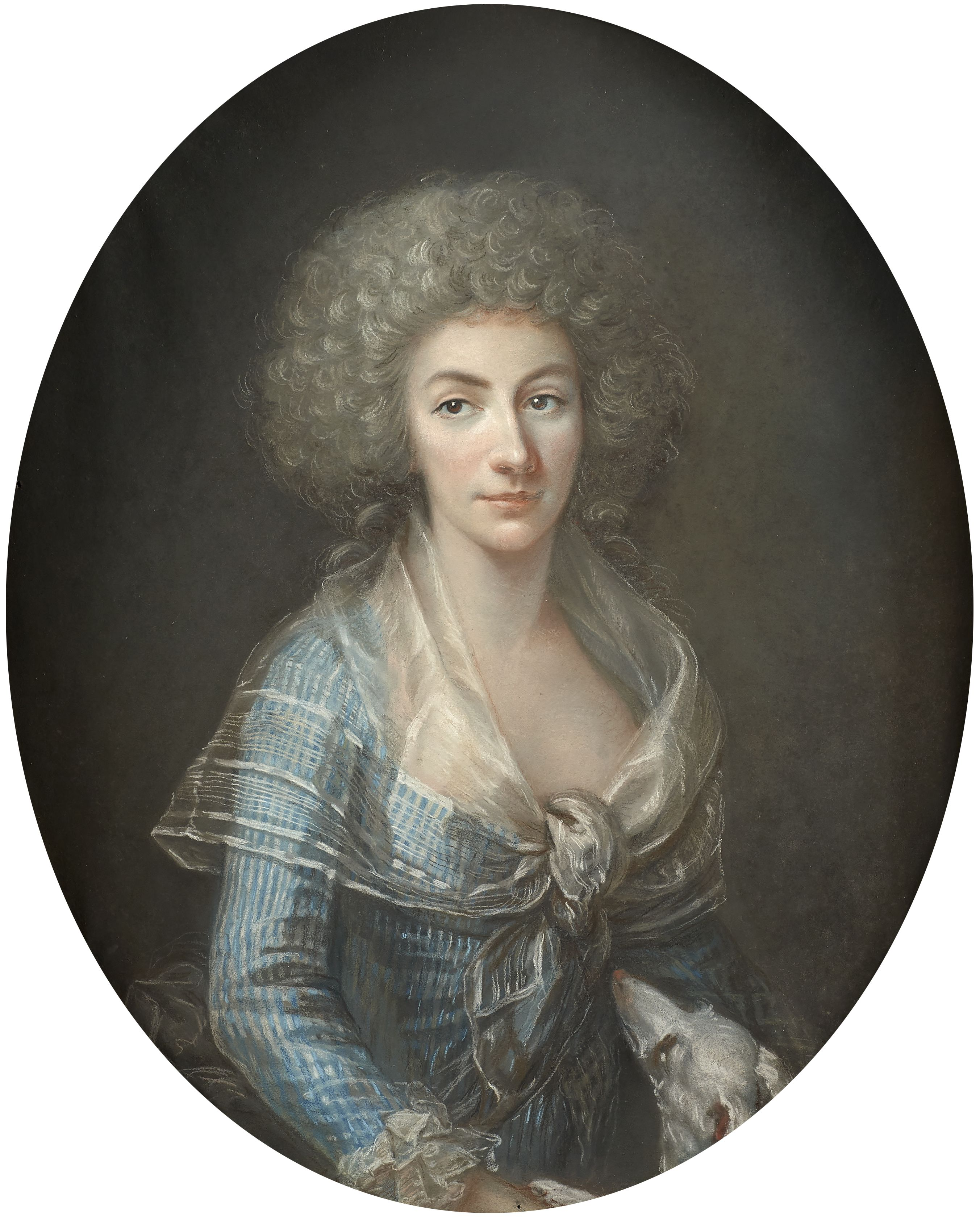
Portrait de Charlotte Antoinette Marie Septimanie O'Brien de Thomond, duchesse de Praslin

De son mariage avec Charlotte Antoinette Marie Septimanie O'Brien de Thomond  (fille de Charles O'Brien de Thomond), il a deux filles (dont Lucie-Virginie, 1794-1834, qui épousera en 1815 Charles-Just prince de Beauvau-Craon) et un fils, Charles-Félix de Choiseul-Praslin (1778-1841).

## Demeures
Antoine-César de Choiseul-Praslin avait acquis en 1786 à Auteuil (actuel no 57 avenue Théophile-Gautier) un hôtel particulier, aujourd'hui disparu ; mais il demeurait au moment de sa mort à Paris, à l'hôtel d'Estrées (no 79 rue de Grenelle) qui appartenait alors au ministre de la Guerre Clarke, duc de Feltre.
C'est dans cette maison qu'eut lieu les 19 et 20 mai suivant son décès (1808), la vente de ses tableaux, dessins, meubles et objets d'art.
Epaves mobilières
Sont présumés provenir d'un ensemble de meubles de Bernard Molitor (vers 1790) livré pour "son hôtel particulier de la rue de Grenelle" la commode et le secrétaire en acajou flammé et bronze doré (classés monuments historiquess), figurant dans la vente Robert Zellinger de Balkany (1931-2015) par Sotheby's France à Paris les 20 et 28 septembre 2016 (cf. Claire Papon Une collection en or(s) dans "La Gazette Drouot" no 31 - 16/09/2016, p. 12 à 17 et Nathalie Mandel, L'univers fabuleux de Robert Balkany dans "L'Objet d'Art" no 526, septembre 2016 p. 28 et 29 où est reproduite la commode).

### Sources et bibliographie
- http://roglo.eu/roglo?lang=fr&m=NG&n=Antoine+C%C3%A9sar+de+Choiseul-Praslin&t=PN
- Baptiste-Pierre Courcelles, Dictionnaire historique et biographique des généraux français depuis le onzième siècle jusqu'en 1822, l’Auteur, janvier 1822, 500 p. (lire en ligne), p. 270.